# Karol Hoffmann (Leichtathlet, 1989)
Karol Hoffmann (* 1. Juni 1989 in Warschau) ist ein polnischer Leichtathlet, der sich auf den Dreisprung spezialisiert wurde. 2016 wurde er Vizeeuropameister.

## Sportliche Laufbahn
Karol Hoffmann ist der Sohn des ehemaligen Dreisprungweltmeisters Zdzisław Hoffmann. Seit 2006 tritt er in Wettkämpfen im Dreisprung an. Im Sommer wurde er polnischer U18-Meister. Bereits ein Jahr später nahm er bei den U20-Europameisterschaften in Hengelo erstmals an internationalen Meisterschaften teil, scheiterte mit 15,00 m in der Qualifikation. 2008 sprang er im Finale der U20-Weltmeisterschaften in seiner polnischen Heimat 15,42 m und landete damit auf dem zehnten Platz. In den nächsten Saisons beschränkte er sich auf nationale Meisterschaften und Meetings und konnte seine Bestleistung in der Zwischenzeit auf 16,50 m steigern.
Im August 2011 wurde er erstmals polnischer Meister bei den Erwachsenen in seiner Disziplin. Einen Monat zuvor startete er bei den U23-Europameisterschaften in Ostrava, bei denen er mit 16,21 m Zehnter wurde. 2012 nahm er bei den Europameisterschaften in Helsinki erstmals bei internationalen Meisterschaften bei den Erwachsenen teil. Mit mehr als 17 Metern zog er als erster seiner Qualifikationsgruppe in das Finale ein, in dem er mit 16,74 m Sechster wurde. Seine 17,09 m aus der Qualifikation hatten in der Folge vier Jahre lang Bestand als seine persönliche Bestleistung. 2013 nahm Hoffmann zum zweiten Mal mit der polnischen Mannschaft an der Team-Europameisterschaft teil. Im Frühjahr 2014 belegte er mit 16,89 m den fünften Platz bei den Hallenweltmeisterschaften in Sopot und feierte damit seinen bis dahin größten sportlichen Erfolg.
2016 bedeutete sein erfolgreichstes sportliches Jahr. Nachdem er die Qualifikation bei den Europameisterschaften in Amsterdam überstand, steigerte er sich im Finale auf 17,16 m. Mit dieser neuen persönlichen Bestleistung gewann er die Silbermedaille, wobei er nur vier Zentimeter kürzer sprang als Europameister Max Heß. Einen Monat später startete Hoffmann dann bei den Olympischen Spielen in Rio de Janeiro. Dort zog er als Dritter seiner Gruppe in das Finale ein, in dem er mit einer Weite von 16,31 m allerdings auf dem zwölften und damit letzten Platz landete. In den folgenden Jahren kam er nicht mehr an die 17-Meter-Marke heran. Bei den Europameisterschaften 2018 in Berlin musste er in der Qualifikation aufgeben.
Hoffmann gewann bislang insgesamt acht nationale Meistertitel, fünfmal in der Freiluft (2011–2012, 2014, 2016–2017) und dreimal in der Halle (2014, 2018, 2020).

## Wichtige Wettbewerbe
| Jahr              | Veranstaltung             | Ort               | Platz             | Disziplin         | Weite             |
| Startet für Polen | Startet für Polen         | Startet für Polen | Startet für Polen | Startet für Polen | Startet für Polen |
| ----------------- | ------------------------- | ----------------- | ----------------- | ----------------- | ----------------- |
| 2007              | U20-Europameisterschaften | Hengelo           | 22.               | Dreisprung        | 15,00 m           |
| 2008              | U20-Weltmeisterschaften   | Bydgoszcz         | 10.               | Dreisprung        | 15,42 m           |
| 2011              | U23-Europameisterschaften | Ostrava           | 10.               | Dreisprung        | 16,21 m           |
| 2012              | Europameisterschaften     | Helsinki          | 6.                | Dreisprung        | 16,74 m           |
| 2014              | Hallenweltmeisterschaften | Sopot             | 5.                | Dreisprung        | 16,89 m           |
| 2016              | Europameisterschaften     | Amsterdam         | 2.                | Dreisprung        | 17,16 m           |
| 2016              | Olympische Spiele         | Rio de Janeiro    | 12.               | Dreisprung        | 16,31 m           |
| 2018              | Europameisterschaften     | Berlin            |                   | Dreisprung        | o.g.V.            |

## Persönliche Bestleistungen
- Dreisprung: 17,16 m, 9. Juli 2016, Amsterdam
- Dreisprung (Halle): 16,89 m, 9. März 2014, Sopot